# Minh Thành Hoàng hậu
Minh Thành Hoàng hậu (Hanja: 明成皇后, Hangul: 명성황후, sinh ngày 25 tháng 9 năm 1851 – mất ngày 20 tháng 8 năm 1895, còn được biết đến với danh xưng là Minh Thành Thái Hoàng hậu (明成太皇后) hay Mẫn phi (閔妃)) là Vương phi của Triều Tiên Cao Tông cũng như cuối cùng của nhà Triều Tiên.
Sau khi Triều Tiên Cao Tông xưng Hoàng đế của Đại Hàn Đế Quốc vào năm 1902, bà được truy phong Hoàng hậu. Mặc dù được biết đến rộng rãi với tôn hiệu Hoàng hậu, nhưng trên thực tế bà đã mất trước khi trở thành Hoàng hậu và chưa bao giờ đảm nhiệm vai trò này.

## Tiểu sử
Bà xuất thân từ Li Hưng Mẫn thị (驪興閔氏), một gia tộc danh giá trong lịch sử Hàn Quốc, là con gái của Li Thành Phủ viện quân Mẫn Trí Lộc (驪城府院君閔致祿) và phu nhân Hàn Xương phủ phu nhân Lí Thị (韓昌府夫人李氏). Theo một số nguồn, tên thật của bà là "Min Ja-yeong" (閔茲暎 - 민자영 - Mẫn Tư Ánh).
Sau khi Triều Tiên Triết Tông qua đời không có người thừa tự, Thần Trinh Vương hậu của Phong Nhưỡng Triệu thị khi đó đang là Đại Vương Đại phi, hiện đang nắm quyền nhiếp chính đã thông qua quyết định chọn một vị quân vương mới. Mùa thu năm 1864, con trai thứ hai của Hưng Tuyên Đại viện quân được chọn làm người nối ngôi, lấy hiệu là Cao Tông.
Khi Cao Tông được 15 tuổi, Vương thất quyết định chọn cho ông một Vương phi để củng cố quyền lực, Hưng Tuyên Đại viện quân muốn tìm kiếm một tiểu thư ít thân nhân nhất để không thể chi phối được quyền lực vương thất. Thông qua Li Hưng Phủ Đại phu nhân (驪興府大夫人; 여흥부대부인), vợ ông đồng thời là mẹ của Cao Tông, cũng là một người trong gia tộc họ Mẫn, triều đình đã quyết định chọn con gái của Mẫn Trí Lộc trở thành Vương phi. Ngày 20 tháng 3 năm 1866, Minh Thành chính thức được sắc phong Vương phi của Triều Tiên, trở thành Quốc mẫu khi mới 16 tuổi.

## Can thiệp chính sự

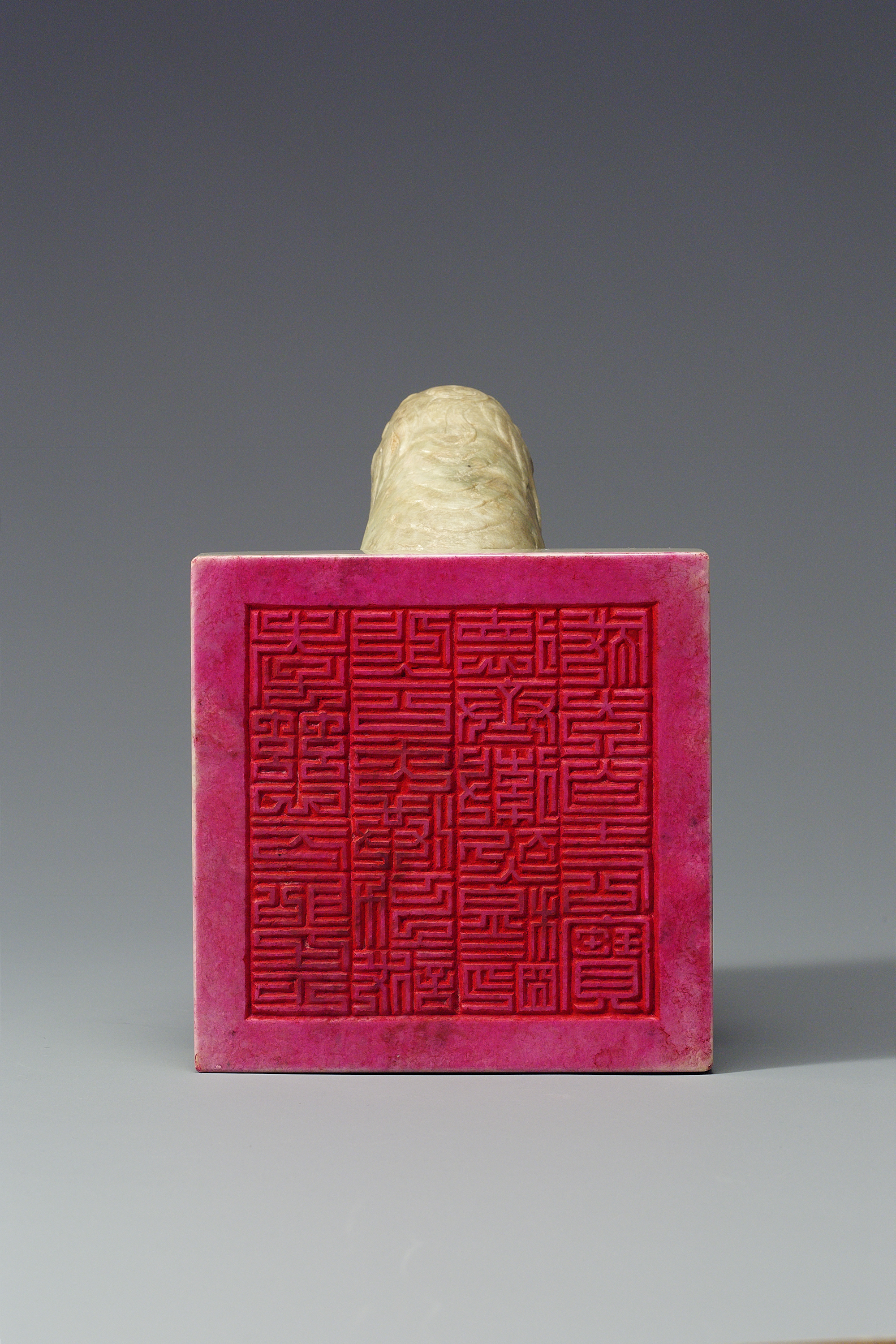
Con ấn của Minh Thành hoàng hậu

Vương phi Mẫn thị đăng quang vào giai đoạn cuối của nhà Triều Tiên, đất nước lúc bấy giờ đang trong tình cảnh bên ngoài chịu áp lực từ Trung Quốc, Nga, Nhật Bản cùng các đế quốc thực dân phương Tây, bên trong ẩn chứa nhiều hiểm họa cùng sự rối ren về chính trị khi quyền lực triều đình bị chi phối bởi nhiều thế lực. Tuy nhiên, bà đã chứng tỏ cho mọi người thấy mình là một bậc quốc mẫu hết sức đặc biệt trong lịch sử Triều Tiên.
Các Vương phi trước đây thường hay buông rèm nhiếp chính, nắm giữ quyền lực thay cho con hoặc cháu của mình, nhưng với Mẫn thị thì khác. Bà là người luôn đi đầu trong xúc tiến cải cách, mở cửa bằng trí tuệ và sự sáng suốt của bản thân. Có tài năng ngoại giao xuất chúng, bà trở thành một nhà chính trị có chính sách bảo vệ quyền tự chủ của quốc gia thông qua việc mở cửa, bắt tay với các cường quốc trên thế giới.
Tới nay, những ghi chép về Mẫn Vương phi của nhà Triều Tiên vẫn còn được lưu lại ở nhiều nơi trên thế giới. Isabella Bird Bishop, nhà địa lí học và là Hội viên hội Địa lí Hoàng thất Anh Quốc từng có thời gian sinh sống ở Triều Tiên vào giai đoạn cuối, đã miêu tả Mẫn thị là "người có cặp mắt lạnh và sắc sảo, để lại ấn tượng về trí tuệ và tài giỏi hơn người".
William F. Sands, bí thư tòa công sứ Hoa Kỳ thì nhìn nhận rằng: "Bà là một nữ chính trị gia vĩ đại vượt lên trên thời đại và giới hạn của một người phụ nữ".
Miura Gorō, công sứ Nhật Bản cũng đã có những ghi chép cho thấy sự cảm phục và dè chừng đối với bà như: "Khi tiếp kiến vua, tôi thấy hoàng hậu khẽ đến bên nói giúp vua, tỏ ra là người có nhiều tài năng, không hề sơ suất". Tuy nhiên, trên thực tế, Vương phi Mẫn thị không phải là người ngay từ đầu đã tham dự vào việc triều chính. Dù đã kết hôn nhưng vua Cao Tông vẫn sủng ái cung nữ mà ít gần gũi bà, nên bà thường lấy việc đọc sách ra làm thú vui cho bớt cô đơn. Chính những kiến thức thu được qua những cuốn sách này về sau đã trở thành bước đệm để bà tham gia vào việc triều chính giúp nhà vua cai quản đất nước.
Mẫn Vương phi đương thời sinh được hai người con trai, nhưng cả hai đều sớm qua đời. Hưng Tuyên Đại viện quân đã gây ra mâu thuẫn khi sai người kê thuốc sai cho các Vương tử và từ đó, Mẫn thị đã quay lưng, chống lại sự độc đoán, can thiệp cả vào việc nước lẫn việc nhà của cha chồng. Hơn nữa, vào giai đoạn này, Hưng Tuyên Đại viện quân cũng đang làm lung lạc lòng dân bởi nhiều quyết định không thỏa đáng, như chính sách bế quan tỏa cảng, bài xích nước ngoài hay việc xây sửa lại Cảnh Phúc cung.
Năm 1873, nhân có bản tấu của viên quan tên là Thôi Ích Huyễn (崔益鉉 - 최익현) lên án các chính sách cùng đường lối ngoại giao sai lầm của Hưng Tuyên Đại viện quân, vua Cao Tông và Vương phi Mẫn thị đã tuyên bố sẽ trực tiếp đứng ra giải quyết việc triều chính, rút bỏ hoàn toàn quyền lực của cha mình.
Được làm chủ trong mọi việc, Cao Tông đã bãi bỏ chính sách đóng cửa trước đây của Hưng Tuyên Đại viện quân, thiết lập quan hệ ngoại giao với Nhật Bản rồi lần lượt tiếp đó là các nước lớn ở phương Tây. Tuy nhiên, tình hình chính sự ngày càng rối ren bởi những mâu thuẫn với thế lực cũ, sự đối lập với cha cùng mối đe dọa xâm chiếm của Nhật Bản.
Trong bối cảnh đó, năm 1882 đã xảy ra cuộc nổi dậy của giới quân đội được gọi là sự kiện Nhâm Ngọ quân loạn (壬午軍亂), thể hiện sự bất mãn của lực lượng binh sĩ đối với quân đội theo hình thức mới du nhập từ phương Tây vào. Mẫn thị lúc bấy giờ phải đối đầu với nhiều khó khăn cùng lúc tới mức quyết định tạm rời Hoàng cung để lánh nạn. Nhưng chính trong tình cảnh ấy, bà đã phát huy được khả năng ngoại giao của mình thông qua việc nhờ nhà Thanh hỗ trợ giành lại chính quyền.
Không dừng lại ở đó, sau sự kiện chiếm đảo Cự Môn (巨門島 - 거문도) của Đế quốc Anh vào năm 1885, Mẫn thị cũng đã cử cố vấn ngoại giao người Đức là Paul Georg von Möllendorff sang Nhật Bản hiệp thương với Anh để giải quyết vấn đề.
Năm 1894, trải qua các cuộc nổi dậy của phong trào nông dân Đông Học (東學), cuộc chiến giữa nhà Thanh và Nhật Bản, người Nhật ngày càng can thiệp sâu hơn vào tình hình chính trị của Triều Tiên. Để ngăn chặn dã tâm xâm chiếm của Nhật, Vương phi Mẫn thị đã chọn chính sách thân Nga, thể hiện rõ ý chí đối đầu với Nhật.

## Ất Mùi sự biến
Thế kỉ 19 là giai đoạn xảy ra nhiều cuộc chiến tranh giành lãnh thổ của các nước lớn trên thế giới. Một nước nhỏ như Triều Tiên thời bấy giờ chỉ còn cách tận dụng sự chia tách của các nước lớn này. Để làm được điều đó, đòi hỏi người lãnh đạo phải có một năng lực hoạt động chính trị hết sức sắc bén, gây dựng được thanh thế cho quốc gia. Trong hoàn cảnh khó khăn đó, Vương phi Mẫn thị đã luôn tìm kiếm đường đi nước bước, đứng ra định hướng mọi việc chính sự. Nhận thấy bà là vật cản lớn nhất trong kế hoạch xâm chiếm Triều Tiên của mình, Đế quốc Nhật Bản đã cho người đột nhập vào cung sát hại bà, gây nên Ất Mùi sự biến (乙未事變).
Ngày 8 tháng 10 năm 1895, Vương phi Mẫn thị bị một nhóm thích khách người Nhật ám sát tại Cảnh Phúc cung, thi thể của bà bị nhóm thích khách thiêu cháy và chôn ở một ngọn đồi bên cạnh hoàng cung. Trong nỗi sầu khổ vì khóc thương nhớ vợ của Cao Tông, Thái tử Lí Chước (李坧, sau này là Đại Hàn Thuần Tông) đã đưa vua cha đến trú ẩn tại Đại sứ quán Nga. Sau này, khi vua Cao Tông xưng là Hoàng đế của Đại Hàn Đế Quốc, Mẫn thị được truy phong "Minh Thành Hoàng hậu" (明成皇后 - 명성황후).
Sự kiện Vương phi bị thế lực nước ngoài giết hại đã khiến tình hình trong nước sục sôi, nhiều hoạt động kêu gọi trả thù rửa hận xuất hiện, dấy lên một phong trào chống Nhật mạnh mẽ gọi là Nghĩa binh năm Ất Mùi - điều mà sau này đã được tiếp nối, phát triển thành phong trào giành độc lập của Hàn Quốc.

## Điện ảnh
| Tên phim                                                           | Năm sản xuất | Diễn viên                  |
| Đại viện quân dữ Mẫn phi 《大院君與閔妃》                          | 1959         | Hoàng Trinh Thuận (황정순) |
| Thanh Nhật chiến tranh dữ nữ kiệt Mẫn phi 《清日戰爭與女杰閔妃]]》 | 1964         | Thôi Ngân Cơ (최은희)      |
| Cảnh Phúc cung đích nữ nhân môn 《景福宮的女人們》                 | 1971         | Doãn Tĩnh Cơ (윤정희)      |
| Tam Nhật thiên hạ 《三日天下》                                     | 1973         | Đô Cầm Phong (도금봉)      |
| Hàn bán đảo 《韓半島》                                             | 2006         | Khương Thụ Diên (강수연)   |
| Tượng yên hoa Tượng hồ điệp 《像煙花像蝴蝶》                       | 2009         | Soo Ae (수애)              |